# Миклашівка (Вереміївка)
Миклашівка  — колишнє село, пізніше куток у містечку Вереміївка (Полтавщина до того, як воно було переселене у зв'язку із затопленням водами Кременчуцького водосховища наприкінці 1950-х років.

## З історії
В часи Київської Русі була церква на Митлашівці, коли та була центром вереміївських поселень. Вона була споруджена стараннями ченців Київського Пустинно-Миколаївського монастиря, але була знищена татарами під час одного з набігів.
За Гетьманщини як селище (тобто не мало власної церкви) входило до складу Чигирин-Дібровської сотні Лубенського полку.
З ліквідацією сотенного устрою селище Миклашівка перейшло до складу Градизького повіту Київського намісництва.
За описом Київського намісництва 1781 року в селищі Миклашівка було 19 хат. За описом 1787 року в селищі проживало 70 душ. Було у володінні «казених людей».
Селищеє на мапі 1800 року.
Від початку ХІХ ст. Миклашівка вже у складі Золотоніського повіту Полтавської губернії.
Після 1912 року, як і ще одне село (Погоріле), влилось у ближнє містечко (пізніше село) Вереміївка, ставши одним із його кутків (у південно-західній частині).
Наприкінці 1950-х років селище Вереміївка було перенесено на декілька км на північ у зв'язку зі створенням Кременчуцького водосховища. Нині територію, де знаходилась Миклашівка, затоплено водами цього водосховища.